# Nager avec les piranhas
Nager avec les piranhas : Carnet guyanais est un essai de Michel Onfray, paru en novembre 2017 aux éditions Gallimard.

## Résumé
L'ouvrage est divisé en deux parties. Tout d'abord, Michel Onfray évoque ses souvenirs de son séjour en 2015 à l'invitation de l'alliance française à Cayenne, à Kourou, à Maripasoula et surtout à Taluhwen (Taluhen), parmi les Wayanas, qui habitent le long du fleuve Maroni. Dans son voyage, il était accompagné du photographe Miquel Dewever-Plana. 
Selon lui, la population amérindienne est menacée de destruction par la technologie (l'électricité, l'internet,  la télévision, le téléphone portable), qui est présentée comme un symptôme de la « modernité occidentale », tout comme l'école publique. Il déclare que l'État français impose aux populations locales une « loi jacobine », centralisatrice et inadaptée aux spécificités locales, causant une « schizophrénie sociale ». Il développe ses idées concernant le suicide des jeunes Amérindiens, la pollution au mercure, l'orpaillage illégal, l'alcoolisme, l'enseignement public, la disparition du chamanisme ou encore la baisse de la pratique du maraké. 
De plus, Michel Onfray critique le rapport rédigé par la sénatrice écologiste Aline Archimbaud et la députée socialiste Marie-Anne Chapdelaine en 2015 concernant la prévention des suicides des jeunes Amérindiens en Guyane,  qui sont entre dix et vingt fois plus communs que parmi les jeunes de France hexagonale. Onfray compare les deux parlementaires françaises à des « Femmes savantes » qui ne comprendraient pas vraiment la Guyane et aggraveraient la situation. Il appelle à des mesures pour lutter contre la pollution du fleuve et revaloriser les modes de vie locaux fondés sur la pêche et la chasse.

## Réception
Dans The French Review, James Boucher professeur de l'Université Rutgers à Camden dans le New Jersey en livre une recension mitigée, assortie de vives réserves.
Dans la Revue des deux mondes, le professeur agrégé de lettres modernes et romancier Frank Lanot, qui participe également à la revue Front Populaire cofondée par Michel Onfray et Stéphane Simon, en donne une recension positive.
Dans un article de Slate, Maxime Brousse relève que l'auteur n’a pas effectué d'enquête sérieuse de terrain. En effet, Onfray confond la superficie de la Guyane et du Brésil (respectivement 83 846 km2 et 8 000 000 km2) et parle de tribus n'ayant jamais été contactées, ce qui est faux selon un universitaire contacté par Brousse. Marianne Pradem, anthropologue de la Cellule régionale pour le mieux-être des populations de l’intérieur, juge quant à elle dangereuse l'affirmation de l'auteur selon laquelle la population guyanaise est un peuple « fossile ». En 2020, une fiche de synthèse militaire reprend l'argumentaire de Brousse contre Onfray.
Pour Jean-Baptiste Kiya, ce sont là des « lieux communs sur la Guyane [...]. Une sorte de xénophobie philosophique ».